# Alamanno Agostini Venerosi della Seta
Alamanno Agostini Venerosi della Seta (Pisa, 12 settembre 1797 – Pisa, 2 luglio 1844) è stato un politico e patriota italiano.

## Biografia
Nato a Pisa nel 1797, figlio del conte pisano Andrea Agostini Venerosi della Seta e di Maria Ruschi, fu amico di Giuseppe Mazzini, Francesco Domenico Guerrazzi e Michele Carducci, padre di Giosuè.
Sposa a Itignano, Cappella di Cevoli (Pisa), il 10 maggio 1819 Maria Maddalena Grassi, nobile senese, nel 1821 nasce il primogenito Andrea e nel 1823 nasce suo figlio Ferdinando, che seguirà le orme del padre, partecipando agli eventi politici del Risorgimento.
Alamanno Agostini, fondatore nel 1834 della Cassa di Risparmio di Pisa, fu cospiratore nei moti del 1831, nati in Italia a seguito della rivoluzione del 1830 in Francia. Ma la congiura del Colletta, ovvero il tentativo di spingere Leopoldo II a concedere nel gennaio del 1831 la costituzione, fallì. 
Nel settembre 1833 venne arrestato e rinchiuso nella fortezza di Portoferraio a causa delle sue idee politiche, definite "pericolose" dall'autorità giudiziaria. Suoi compagni di carcere furono l'avvocato Angiolo Angiolini, Carlo Bini e Francesco Domenico Guerrazzi.
In carcere mise in musica dei versi di Guerrazzi.
Una volta rilasciato, fu sempre tenuto sotto sorveglianza dalla polizia lorenese. In occasione del I congresso degli Scienziati, tenutosi a Pisa nel 1839, egli fu uno dei promotori dell'acquisto della statua di Galileo, collocata nel cortile della Sapienza. Rivestito della carica di gonfaloniere della comunità dei Bagni di San Giuliano, egli fece parte, insieme al gonfaloniere di Pisa Antonio Simonelli, a Lelio Franceschi, a Gaetano Giorgini ed altri, della relativa commissione incaricata di raccogliere adesioni e contributi finanziari per realizzare l'opera.
Morì a Pisa nel 1844.

## Archivio
Le carte di Alamanno Agostini e del figlio Ferdinando sono conservate all'interno dell'archivio familiare, tuttora di proprietà della famiglia pisana Agostini, che comprende carte Venerosi, della Seta e di altre famiglie pisane.